# Damares Alves
Damares Regina Alves (Paranaguá, 11 de março de 1964) é uma advogada, pastora evangélica fundamentalista religiosa e política brasileira filiada ao Republicanos. Atualmente exerce o mandato de senadora da República pelo Distrito Federal. Foi Ministra da Mulher, da Família e dos Direitos Humanos de 2019 até 2022, durante o governo do ex-presidente Jair Bolsonaro.
Nas eleições gerais de 2022, foi eleita senadora pelo Distrito Federal.

## Biografia
Nascida no Paraná, ainda criança mudou-se com a família para o nordeste onde viveu na Bahia, Alagoas e Sergipe. Mais tarde Damares e sua família passaram a morar em São Carlos, no interior de São Paulo. Todas essas constantes mudanças estavam  ligadas à profissão do pai, o pastor da Igreja Quadrangular Henrique Alves Sobrinho, que foi fundador de quase uma centena de templos em todo o Brasil. Sob influência paterna, Damares também se tornou pastora.
Graduou-se em direito pela extinta Faculdades Integradas de São Carlos (FADISC), instituição que foi descredenciada pelo MEC em 2011 e proibida de realizar exames vestibulares desde 2012. Em São Carlos, trabalhou na Secretaria Municipal de Turismo, atuando na antiga COMTUR (Comissão Municipal de Turismo), durante o governo do prefeito Vadinho de Guzzi. Em 1999, pouco antes de obter seu registro na seção paulista da Ordem dos Advogados do Brasil (subseção de São Carlos), tornou-se auxiliar parlamentar júnior, em Brasília.
Foi pastora da Igreja do Evangelho Quadrangular bem como da Igreja Batista da Lagoinha, em Belo Horizonte, e assumiu a coordenadoria de um projeto educacional chamado "Programa Proteger", organização criada por Guilherme Zanina Schelb, procurador regional da República no Distrito Federal e membro da Associação Nacional de Juristas Evangélicos - ANAJURE (organização da qual Damares foi Diretora de Assuntos Parlamentares, conhecido por defender o projeto apelidado "Escola Sem Partido".
Em 1995, Damares filiou-se ao recém-criado Partido Progressista Brasileiro (PPB), e, em 1999, mudou-se para Brasília, para trabalhar como auxiliar parlamentar, no gabinete do deputado Josué Bengtson (PTB-PA), também pastor da Igreja do Evangelho Quadrangular e seu tio.
Ela foi assessora parlamentar por seis anos no gabinete do deputado federal acreano Henrique Afonso (filiado ao PT, depois ao Partido Verde), que era pastor presbiteriano.
Trabalhou também para o deputado federal Arolde de Oliveira (PSD), senador eleito pelo Rio de Janeiro, em 2018, e cujo sucesso nas urnas em outubro se deveu, em grande parte, ao suporte do chamado “clã Bolsonaro”. Exerceu também a função de auxiliar parlamentar no gabinete do senador Magno Malta, anterior ao vínculo com o senador pelo Espírito Santo. Foi chefe de gabinete de outro expoente da bancada neopentecostal na  Câmara dos Deputados, o deputado federal goiano João Campos (PRB).
Foi assessora parlamentar no Congresso Nacional por mais de vinte anos, antes de sua nomeação por Bolsonaro para o ministério da Mulher, da Família e dos Direitos Humanos. Em março de 2022, filiou-se ao partido Republicanos.
Em 2022, Damares Alves foi eleita senadora.

## Vida pessoal
Damares Alves, agraciada com a Medalha do Mérito Indigenista,  declara ter uma filha adotiva, uma jovem indígena Kamayurá do Parque Indígena do Xingu, nascida em 1998. Entretanto, parentes da menina afirmam que, na verdade, a garota foi separada da família aos seis anos de idade, sem a permissão dos pais biológicos. Damares nega a versão dos indígenas, mas admite que a adoção da menina nunca foi uma adoção formal conforme exige a legislação brasileira.

## Posições
Em março de 2018, Damares criticou o feminismo em uma entrevista: "É como se houvesse uma guerra entre homens e mulheres no Brasil. Isso não existe". Em 2016, disse, em uma declaração teocrática, diante de uma congregação evangélica: "Está na hora da igreja dizer à nação a que viemos… É hora de a igreja governar".
Também critica a chamada "ideologia de gênero", é contra o aborto e defende o Programa Escola sem Partido.
Atua como conselheira do  Movimento Nacional da Cidadania pela Vida - Brasil Sem Drogas (BsD), organização declaradamente suprapartidária e suprarreligiosa que se opõe à legalização da maconha. Em seu site, o BsD afirma defender "uma juventude brasileira livre da dependência química". No Congresso Nacional, integrou a Frente Parlamentar de Combate às Drogas, bem como a Frente Parlamentar Mista da Família e Apoio à Vida, e a Frente Parlamentar Evangélica.
Damares defende a tramitação prioritária do projeto do Estatuto do Nascituro, que atribui personalidade jurídica ao feto e criminaliza o aborto. O projeto também prevê a concessão de pensão alimentícia, equivalente a um salário mínimo, ao "nascituro concebido em um ato de violência sexual, até que complete dezoito anos". O projeto foi recebido com polêmica e passou a ser conhecido como "bolsa estupro".
Nas Eleições gerais no Brasil em 2022, em campanha pelo Senado no Distrito Federal, Damares Alves afirmou ter identificação com o Integralismo Brasileiro. No dia 30 de dezembro de 2019, um membro da Frente Integralista Brasileira,  Paulo Fernando Melo da Costa, foi apontado como assessor de Damares no Ministra de Direitos Humanos durante o governo Bolsonaro. Melo da Costa já fez parte do Partido de Reedificação da Ordem Nacional (PRONA) de Enéas Carneiro, uma extinta sigla conhecida por abrigar integralistas. Sara Winter, ex-membro do FEMEN Brasil trabalhou no ministério como coordenadora nacional de políticas à maternidade, enquanto membro do Femen, declarou simpatizar com as ideias de Plínio Salgado (criador da Ação Integralista Brasileira), se referindo a ele como um "defensor do país". Também no governo Bolsonaro, Sara integrou o grupo 300 do Brasil, que possuía membros armados e pregava ações antidemocráticas como a volta do Ato Institucional n.º 5.

## Controvérsias

### "Jesus na goiabeira"
Em dezembro de 2018, pouco antes de se tornar ministra, jornalistas, veículos de mídia e políticos de oposição tornaram Damares alvo de deboche, piadas e ataques em razão de um vídeo, que se tornou viral na internet, no qual ela relata os abusos sofridos quando criança, e que a teriam levado a querer se matar. Diz que, entre os seis e os oito anos de idade, foi sexualmente abusada diversas vezes por dois homens, a dor e o sofrimento eram tão grandes que a teriam levado a decisão de cometer suicídio, pegou veneno de rato e subiu na goiabeira que ia para chorar e não ser vista, onde pretendia consumar o ato. Já empoleirada na árvore e prestes a consumir o veneno, teria visto Jesus Cristo, que a fez se sentir abraçada e a convencido a desistir de tirar a própria vida. Posteriormente, um dos homens que a estuprou teria sido preso por abusar de outra criança. Embora a história tenha sido satirizada nas redes sociais, o que o presidente eleito, Jair Bolsonaro, considerou "vergonhoso", Damares declarou não ter ficado ofendida pelos comentários, e que percebeu discriminação religiosa por trás da banalização do sofrimento de uma criança. Após receberem uma enxurrada de críticas por conta do deboche, críticos teriam se retratado.

### "Menino veste azul, menina veste rosa"
Após a posse de Jair Bolsonaro, um vídeo em que Damares comemora a vitória, proclamando que a Nova Era havia começado, e que a partir de agora meninos vestiriam azul e meninas vestiriam rosa, tornou-se muito criticado nas redes sociais. O vídeo levou à criação do movimento "Cor não tem gênero". Mais tarde, uma secretária do ministério ainda afirmou que a Ministra havia apenas usado uma "metáfora para respeitar o que é natural", o que naturalmente gerou ainda mais críticas.

### Adoção irregular de criança indígena
A  filha adotiva de Damares, Kajutiti ("Lulu") Kamayurá, nascida em 20 de maio de 1998, é uma indígena Kamayurá. Segundo seus parentes, Lulu foi tirada irregularmente da aldeia aos seis anos de idade. Levada pela missionária Márcia Suzuki, amiga de Damares, a garota teria deixado a aldeia para, supostamente, fazer um tratamento ortodôntico em Brasília, mas nunca foi trazida de volta. Durante entrevista à Globo, Damares admite que a adoção de Lulu jamais foi legalizada, mas que Lulu era visitada por seus parentes e que também já havia voltado ao Xingu, nove anos depois, para visitá-los.

### Mestrados "dentro da perspectiva cristã"
A partir de 2013, quando proferiu uma palestra em igreja do Mato Grosso do Sul, Damares passou falsamente a se apresentar como Mestre em Educação, Mestre em Direito Constitucional e Mestre em Direito de Família, muito embora nenhuma instituição de Ensino Superior jamais tenha lhe conferido estes títulos. Ao ser confrontada sobre sua falta de formação acadêmica, Damares se justificou afirmando que tais títulos seriam supostamente "autorreconhecidos", em razão de uma passagem bíblica: Efésios 4:11 ("E Ele designou alguns para apóstolos, outros para profetas, outros para evangelistas e outros para pastores e mestres"). Damares alegou que a condição de pastora de sua igreja lhe tornava uma "mestre dentro da perspectiva cristã", um título reservado a todos aqueles que se dedicam ao estudo bíblico. De acordo com a justificativa oferecida pela ministra, essa seria uma espécie de mestre diferente daqueles que ela classificou como "mestres seculares" - indivíduos cujo conhecimento especializado em determinado campo do saber acadêmico é certificado por instituições de ensino superior. Após a equipe de reportagem da Folha de S.Paulo inquirir Damares sobre este tema, o currículo da ministra publicado no site do ministério sob sua guarda passou a dizer apenas que ela se formou na Faculdade de Direito de São Carlos, e em Pedagogia pela Faculdade Pio Décimo.

### Negacionismo científico
Numa entrevista ao portal Fé em Jesus, conduzida pela pastora Cynthia Ferreira, Damares envolveu-se numa nova polêmica ao tentar negar a teoria evolucionista. Naquela oportunidade, a ministra afirmou que a igreja evangélica perdeu o espaço na história e na ciência devido ao ensino do evolucionismo nos ambientes escolares, lamentando que a Igreja Evangélica tenha deixado a ciência nas mãos de cientistas. Educadores e cientistas, no entanto, contestaram o pensamento de Damares.

### Declarações durante reunião ministerial
Durante a reunião ministerial do dia 22 de abril de 2020, Damares fez uma declaração sem qualquer base factual, afirmando que idosos e mulheres estavam sendo presos sem nenhum motivo, e que o país passava pela maior violação de Direitos Humanos das últimas três décadas - Damares fazia referência a episódios em que, após regras definidas por gestores locais, pessoas foram detidas ou imobilizadas por descumprirem as normas para o enfrentamento da pandemia do coronavírus. A ministra chegou a afirmar que seu ministério começaria a jogar pesado com prefeitos e governadores por causa disso, e que inclusive pediria a prisão desses gestores públicos.
A frase gerou amplas críticas entre a sociedade civil e autoridades executivas do país - notavelmente dos governadores Flávio Dino do Maranhão e João Doria de São Paulo. Damares chegou a ser alvo de notícia-crime enviada ao Supremo Tribunal Federal por conta de suas declarações, sob a justificativa de que suas declarações representavam um curso de ação que configura grave ameaça à independência dos Poderes, e portanto seriam criminosas, de acordo com a Lei de Segurança Nacional.

### Interrupção da gravidez de menina de 10 anos
Segundo reportagens, Damares agiu politicamente para tentar impedir que uma menina de dez anos de idade cuja gravidez fora fruto de estupros realizasse um aborto que já havia sido autorizado pela justiça. No começo de agosto de 2020, representantes do ministério comandado por Damares passaram a pressionar os responsáveis pela execução do procedimento cirúrgico para tentar impedi-lo, inclusive fazendo reuniões com a Polícia Civil, com o conselho tutelar local e com a Secretaria de Assistência Social, na própria prefeitura da cidade. Em sua conta pessoal do Twitter, Damares negou que tenha tentado impedir o aborto e disse que ingressaria na justiça pedindo direito de resposta". Ainda sobre esse caso, em uma entrevista com Pedro Bial, Damares afirmou que a gravidez não deveria ter sido interrompida. Em vez disso, a criança deveria ter prosseguido normalmente com a gravidez até que fosse possível fazer um parto por cesariana. No dia 21 de setembro de 2020, o Ministério Público protocolou um pedido de investigação para que sejam apuradas possíveis ações ilegais da ministra Damares em relação a este episódio.

### Alegação de tráfico e exploração sexual de menores em Marajó
Após ela ser eleita senadora, dentro de um templo religioso cristão, Damares disse, que crianças da Ilha de Marajó teriam seus dentes "arrancados para não morderem no sexo oral" e que sua dieta se baseava em "comida pastosa para o intestino ficar livre para a hora do sexo anal" para serem traficadas ao exterior e usadas como escravas sexuais. Em 11 de outubro de 2022, o Ministério Público Federal (MPF) abriu inquérito e solicitou provas das acusações feitas por Damares, dando um prazo de 5 dias. Em 18 de outubro do mesmo ano, o Ministério da Mulher, da Família e dos Direitos Humanos pediu mais 30 dias para concluir o relatório, alegando abundância de informações. Vários artistas repudiaram atitude da ex-ministra.  As acusações de exploração infantil surgiram em 2006 e a época, foi aberta um inquérito para investigação. Em 2010, o Senado realizou uma Comissão Parlamentar de Inquérito (CPI) que discutiu dezenas de denúncias de casos de violência sexual contra crianças e adolescentes no arquipélago de Marajó. Apesar das polêmicas e por vezes, errôneas declarações, a ministra trouxe novamente as denúncias sobre Marajó as mídias no ano de 2023, exigindo do atual governo ações de enfrentamento à Exploração de Crianças e Adolescentes. As acusações por fim, demonstraram-se procedentes, e segundo documento apresentado no ano de 2024, pelo próprio Ministério Público do Estado do Pará "[...] a violência sexual acaba por ter uma maior projeção no Arquipélago do Marajó, uma vez que encontra um terreno fértil de outras violações de direitos, sobretudo considerando que a região abriga alguns dos piores IDHs do Brasil". Atualmente, no ano de 2025, o governo permanece com as investigações envolvendo Exploração Sexual no Estado do Pará e desenvolve ações de prevenção e combate à Exploração Sexual de Crianças e Adolescentes, como o Pacto Nacional pela Escuta Protegida do Programa Cidadania Marajó.

### Indígenas yanomamis
Durantes sua gestação como ministra, cerca de 30 mil indígenas tutelados com um cerco de mais de 20 mil garimpeiros ilegais e abandono por parte dos órgãos federais que seriam responsáveis pela sua proteção. A ministra nada fez para impedir a morte de mais de 570 crianças yanomamis. O Ministério da Saúde declarou emergência de saúde pública no território yanomami brasileiro. A área sofre com desassistência sanitária e enfrenta casos de desnutrição severa e de malária.
Damares se eximiu de qualquer responsabilidade. Ela declarou que imagens que estão sendo divulgadas sobre os Yanomami  são "mentiras espalhadas nos últimos dias".
Por “práticas incompatíveis com o exercício do mandato parlamentar” e “utilizar a máquina pública como um instrumento para uma política etnocida e racista contra os Povos Indígenas”, o presidente do Senado, Rodrigo Pacheco recebeu o pedido de cassação de Damares Alves.

### Avião da Igreja Quandrangular apreendido
Em maio de 2023, um avião da igreja quadrangular, denominação religiosa comandada por Josué Bengston , tio de Damares, foi interceptado pela Polícia Federal no aeroporto de Belém (PA) com mais de 290 kg de skunk, uma forma de maconha potencializada.
Nesta ocasião, a assessoria da deputada, assim como a assessoria da igreja, veio rapidamente a público informar que a própria Igreja Quadrangular teria acionado a Polícia Federal para fazer denúncia de uso irregular do avião dos religiosos. No entanto, a PF em nota oficial informou que a investigação foi oriunda de monitoramento realizado pelo serviço de Inteligência do Núcleo de Polícia Aeroportuária da PF, que já vinha sendo tocada anteriormente pela Delegacia de Repressão a Entorpecentes (DRE), também da Polícia Federal. E ainda, que nenhum tipo de denúncia feita por lideranças da Igreja Quadrangular foi repassada para as autoridades que trataram do caso.

## Histórico Eleitoral
| Ano  | Eleição                        | Partido      | Candidata a | Votos   | %      | Resultado | Ref    |
| ---- | ------------------------------ | ------------ | ----------- | ------- | ------ | --------- | ------ |
| 2022 | Distritais no Distrito Federal | Republicanos | Senadora    | 714.562 | 44,98% | Eleita    | [ 94 ] |